# ディーンモルガン
ディーンモルガン株式会社は、2004年に設立された日本の英会話・仏会話、発音矯正（ハミングバード）のスクールを展開する企業である。
2015年4月アメリカの ロゼッタストーンと業務提携し、ロゼッタストーンラーニングセンターの運営を開始する。東京に4校、大阪に3校を開校している。設立者であるディーン・ロジャース(Dean Rogers)が、現在の代表取締役とCEOを務める。レッスンは、テキストブックやオンラインでの指導を、”one-to-one”(生徒1人に対し先生1人がつく形式、1対1)を基盤として行われる、マンツーマン英/仏会話である。
2022年、リンクアカデミーに合併し解散。

## 会社名
ディーンモルガンは、元々の設立者、Dean Rogers(米)とMorgan Terigi(仏)の2人の名前にちなんでつけられた。当初は、ディーンモルガンアカデミー(Dean Morgan Academy)と呼ばれていたが、2007年に正式にディーンモルガン(Dean Morgan)と改名。しかし未だに、当初の名前の頭文字をとったDMAという呼び方もされる。

## 設立と歴史
2004 年に設立、最初の教室は英会話・仏会話を対象とし、2004年7月14日に西新宿にオープン。そして2005年に、ディーン・ロジャースが単独の所有者となった。
2006 年9月にはSalaグループを買収し、大阪の梅田・なんばにおいて、1対1ならびにグループレッスンを始めた。千里丘校もこの頃設立された。
2008 年、発音矯正のハミングバード(アメリカ・ロサンゼルスの研究所で日本人のために開発された英語発音学習方式(＝メソッド)、またそのメソッド(USA特許)に基づく英語発音スクールの名称) も買収、そしてディーンモルガンに統合。
ディーンモルガンとSalaでは2011年現在、東京と大阪合わせて9校で英語・フランス語・英語発音を教えており、生徒は約2000名である。
西新宿で英会話のレッスンが行われている。仏会話と発音矯正のハミングバードは別の教室にてレッスンを行っているが、同じく西新宿に立地している。
大阪には、梅田校・なんば校を始めとし本町校・千里丘校・なかもず校・淡路校・上新庄校と、7校開校している。